# Tadeáš Šíma
Tadeáš Šíma (* 31. března 1992 Prachatice) je český cestovatel a spisovatel.
Svou první velkou cestu absolvoval v letech 2017–2018, kdy na kole projel Afriku od severu (Tanger) podél západního pobřeží k jihu (Kapské Město). V roce 2020 vydal v nakladatelství Host svou první knihu Na kole přes Afriku. V roce 2023 absolvoval cestu z Kostariky do Mexika. Ve své druhé knize Doma na cestách (2024) popisuje svůj pobyt v Kongu a následnou cestu na kole z Ománu do Česka. V roce 2025 vydal sbírku haiku Papilární linie. V roce 2025 se vydal na další cestu, tentokrát z Kapského Města na sever východní částí Afriky.

## Dílo
- Na kole přes Afriku (Host, 2020)
- Doma na cestách (Host, 2024)
- Papilární linie (BWT Books, 2025)